# 수성최씨 한림공파 독정종중 고문서
수원최씨 한림공파 독정종중 고문서는 대한민국 경기도 화성시, 화성시 역사박물관에 있는 고문서이다. 2019년 10월 23일 향토문화재(유형) 제19호로 지정되었다.

## 지정 사유
수원최씨 문중은 화성을 본관으로 하는 토착성씨로 700여년의 긴 역사등을 고려할 때 화성시 역사 연구에서 중요한 부분을 차지하는 자료이다.